# イサーク・ムベンザ
イサーク・ムベンザ（Isaac Mbenza、1996年3月8日 - ）は、フランス・セーヌ＝サン＝ドニ県サン＝ドニ出身のサッカー選手。ポジションはフォワード。

## 来歴
2013-14シーズンに、ヴァランシエンヌFCのBチームでプロデビュー。以降、スタンダール・リエージュやモンペリエHSCなどでプレーした。
2018年8月9日、イングランド・プレミアリーグのハダースフィールド・タウンFCに、1年間のローン移籍で加入したことが発表された。
2020年2月1日、2019-20シーズン終了までアミアンSCにレンタル移籍した。
2021年5月11日、ハダースフィールドはメンベンザの契約を2021-22シーズン終了まで延長するオプションを行使した。 しかし、同年9月6日、彼の契約は解除された。 2022年3月14日、メンベンザはシャルルロワと3か月契約を結び、契約延長のオプションが付帯された。

## 代表経歴
フランス、ベルギー、D.R.コンゴの三ヵ国の代表でのプレーの権利を持つムベンザだが、ユース世代はベルギー代表でプレーした。